# NHK報道プロジェクト・あすの日本
NHK報道プロジェクト・あすの日本（えぬえいちけいほうどうぷろじぇくと・あすのにっぽん）は、NHKが2009年度からの3か年中期経営計画に於いて取り組んでいる大型報道企画。

## 概要
NHKでは、2009年度からの中期経営計画に於いて、2つの大型プロジェクトを立ち上げている。一方の「プロジェクトJAPAN」が特別番組や特別企画を伴ったプロジェクトであるのに対し、「あすの日本」は普段の報道番組に於いて取り組むプロジェクトである。
ニュースや情報番組、NHKスペシャルなどにおいて、このプロジェクトの趣旨に沿ったテーマで取材・報告を行うため、「JAPAN」と異なり大々的な宣伝は行わない。

## 主なテーマ・番組

### 産業・雇用
NHKスペシャル「35歳を救え」
- 放送日時：総合テレビ　2009年5月6日 19:30 - 20:45
- 概要：今の社会システムが続いた場合、2029年にどのような社会状況になるかをシミュレーションドラマで紹介。そのリサーチ結果によると、2009年時点で35歳前後の世代に、高齢者よりも手厚い保障を行うべきだという結論に至った。この結論に基づき、様々な提言を行った。またキャストも、この提言を踏まえたものとなった。
- 主要キャスト：栁澤秀夫解説委員、島津有理子アナウンサー（1974年生まれ）、袴田吉彦（ドラマ出演、1973年生まれ）

### いのち・絆
NHKスペシャル「無縁社会〜無縁死　3万2千人の衝撃〜」
- 放送日時：総合テレビ　2010年1月31日 21:00 - 21:58
- 概要：『ニュースウオッチ9』がこのテーマに即して取り上げたニュースリポートの総集編。近年日本では身元が分からない、あるいは世の中との接点を全く失ってしまったという死者が急増している。そうした人たちの死を巡る様々な状況などにスポットを当て、“絆”が失われた今の日本のあり方を問い直す。

## イメージソング
- 明日（小田和正）- 「大失業時代を乗り越えろ」（2009年5月）スポット用
- 絆〜その手に〜（歌：中孝介）- 「絆はじめよう」（2010年1月）キャンペーンテーマ